# Liste der Urzeitkrebse Österreichs

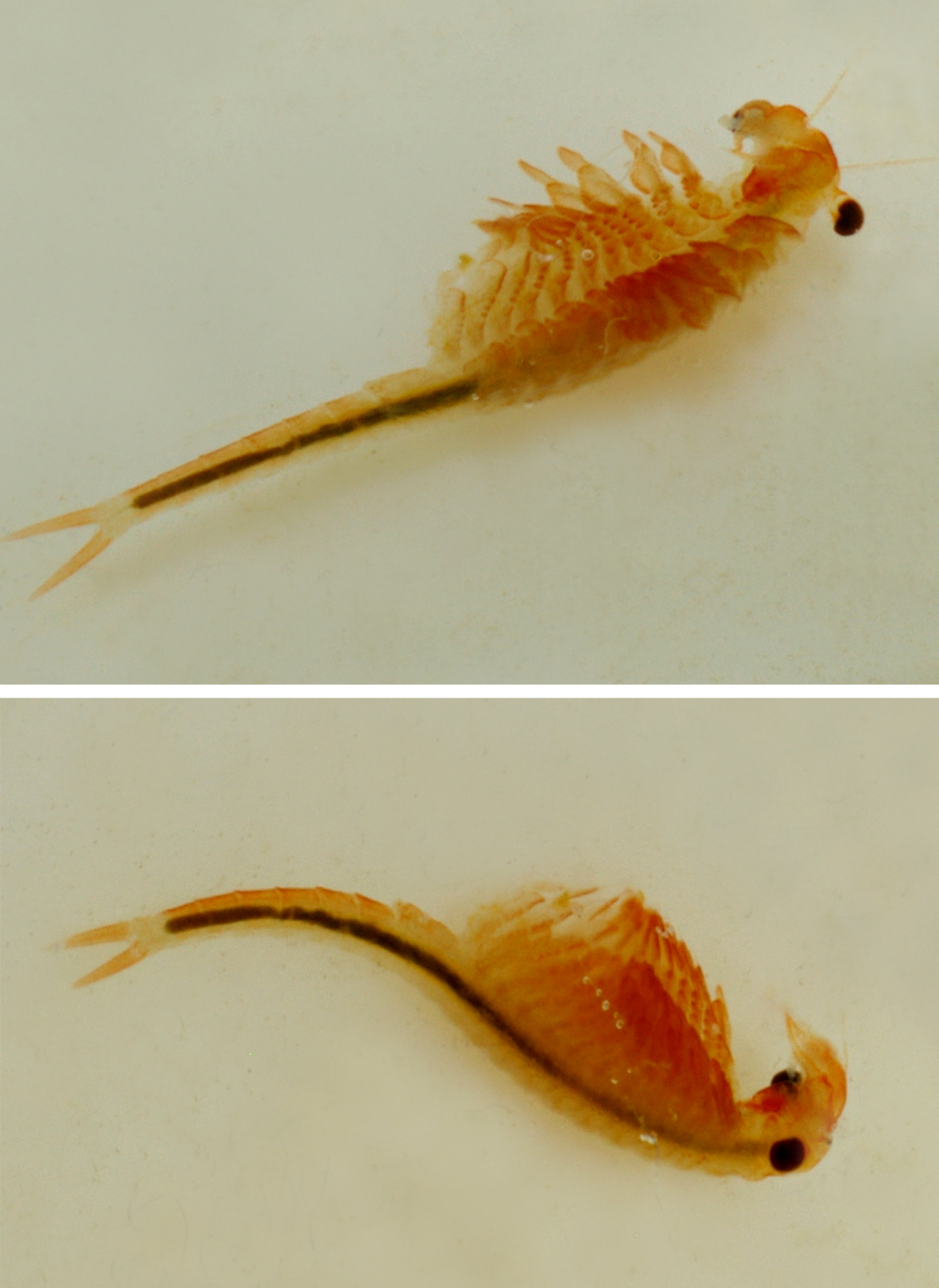
Frühjahrskiemenfuß (Eubranchipus grubii)

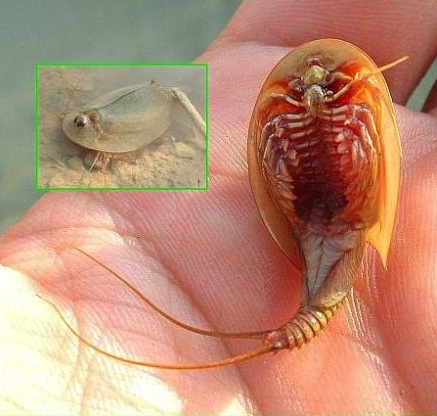
Triops cancriformis

Die Liste der Urzeitkrebse Österreichs enthält die in Österreich vorkommenden Urzeitkrebsarten. Es werden alle 16 Arten aufgelistet, von denen das österreichische Umweltbundesamt den RL-Status in der Roten Liste gefährdeter Tierarten angibt.
In Österreich wurde im Jahr 2002 der Gefährdungsstatus der Urzeitkrebse zuletzt evaluiert. Bei der IUCN und in der Roten Liste Österreichs gibt es folgende Gefährdungsstatus:
| Status | IUCN                                                  | Rote Liste Österreich |
| ------ | ----------------------------------------------------- | --- |
|        | ausgestorben (engl. extinct)                          | Ein Taxon gilt als ausgestorben, wenn kein begründeter Zweifel besteht, dass das letzte Individuum tot ist. Ein Taxon gilt aus ausgestorben, wenn erschöpfende Erhebungen im bekannten oder vermuteten Lebensraum, zu geeigneten Tages- und Jahreszeiten über das gesamte ehemalige Verbreitungsgebiet keine Individuennachweise erbrachten. Die Erhebungen sollten sich über einen Zeitrahmen erstrecken, die dem Lebenszyklus und Lebensformtyp des Taxons angemessen ist. |
|        | in der Natur ausgestorben (engl. extinct in the wild) | Es gibt lediglich Individuen in Kultur, in Gefangenschaft oder in eingebürgerten Populationen außerhalb des natürlichen Verbreitungsgebietes. |
| 0RE    | regional ausgestorben (engl. regionally extinct)      | Ein Taxon gilt als regional ausgestorben, wenn kein begründeter Zweifel besteht, dass das letzte fortpflanzungsfähige Individuum in Österreich tot oder verschwunden ist, oder, im Falle einer früheren Gastart, Individuen das österreichische Gebiet nicht mehr aufsuchen. |
|        | vom Aussterben bedroht (engl. critically endangered)  | 50 % Aussterbenswahrscheinlichkeit in 10 Jahren oder 3 Generationen (maximal 100 Jahre). |
|        | stark gefährdet (engl. endangered)                    | 20 % Aussterbenswahrscheinlichkeit in 20 Jahren oder 5 Generationen (maximal 100 Jahre). |
|        | gefährdet (engl. vulnerable)                          | 10 % Aussterbenswahrscheinlichkeit in 100 Jahren. |
|        | potenziell gefährdet (engl. near threatened)          | Weniger als 10 % Aussterbenswahrscheinlichkeit in 100 Jahren, aber negative Bestandsentwicklung und hohe Aussterbensgefahr in Teilen des Gebietes. |
|        | nicht gefährdet (engl. least concern)                 | Weniger als 10 % Aussterbenswahrscheinlichkeit in 100 Jahren, weitere Attribute wie unter NT treffen nicht zu. |
|        | ungenügende Datengrundlage (engl. data deficient)     | Die vorliegenden Daten lassen keine Einstufung in die einzelnen Kategorien zu. |
|        | nicht beurteilt (engl. not evaluated)                 | Die Art wurde nicht eingestuft. |

Die folgende Tabelle zeigt für jede Urzeitkrebs-Art Österreichs, sofern vorhanden, je ein repräsentatives Bild, die deutschen Namen, die wissenschaftlichen Namen, die Erstbeschreiber (Autoren), die Wikidata-Links (die farbigen Balken) und die Gefährdungsstatus des österreichischen Umweltbundesamts. Die Gefährdungsstatus der IUCN wird nicht angegeben, da bei keiner einzigen dieser Arten ein Status vorhanden ist, also bei jeder Art  stehen müsste.

## Urzeitkrebse
| In der Tabelle vorkommende Ordnungen |
| ------------------------------------ |
| Ordnung: Kiemenfüßer (Anostraca)     |
| Ordnung: Rückenschaler (Notostraca)  |
| Ordnung: Krallenschwänze (Onychura)  |

| Bild                                | deutscher Name | wissenschaftlicher Name, Autor und Wikidata-Link                                          | RL-Status |
| ----------------------------------- | --- | ----------------------------------------------------------------------------------------- | --------- |
| Ordnung: Kiemenfüßer (Anostraca)    | |                                                                                           |           |
|                                     | Steppen-Feenkrebs | Branchinecta ferox (Milne-Edwards, 1840)                                                  | CR        |
|                                     | Östlicher Feenkrebs | Branchinecta orientalis G. O. Sars, 1901                                                  | EN        |
| weitere Bilder                      | Sommer-Feenkrebs Fischförmiger Kiefenfuß, Schäffers Kiemenfuß, Echter Kiemenfuß                                                          | Branchipus schaefferi Fischer, 1834                                                       | EN        |
|                                     | | Chirocephalus carnuntanus (Brauer, 1877)                                                  | CR        |
|                                     | Grüner Feenkrebs | Chirocephalus shadini (Smirnov, 1928)                                                     | CR        |
| weitere Bilder                      | Frühjahrskiemenfuß, Frühjahrs-Feenkrebs, Grubes Kiemenfuß, Feenkrebs                                                                     | Eubranchipus grubii (Dybowski, 1860)                                                      | NT        |
| weitere Bilder                      | Großer Feenkrebs | Streptocephalus torvicornis (Waga, 1842)                                                  | CR        |
| weitere Bilder                      | Feenkrebs, Sumpf-Feenkrebs, Echter Kiemenfuß                                                                                             | Tanymastix stagnalis (Linnaeus, 1758)                                                     | CR        |
| Ordnung: Rückenschaler (Notostraca) | |                                                                                           |           |
| weitere Bilder                      | Schuppenschwanz, Frühlings-Kiemenfuß, Frühjahrs-Rückenschaler, Frühjahrs-Schildkrebs, Kieferfuß, Kleiner Rückenschaler, Tümpel-Kiemenfuß | Lepidurus apus (Linnaeus, 1758)                                                           | NT        |
| weitere Bilder                      | | Triops cancriformis (Bosc, 1801)                                                          | EN        |
| Ordnung: Krallenschwänze (Onychura) | |                                                                                           |           |
|                                     | Frühjahrs-Muschelschaler | Cyzicus tetracerus (Krynicki, 1830)                                                       | CR        |
|                                     | Große Estherie | Eoleptestheria ticinensis, falsch auch Eoleptesthelia ticinensis (Balsamo-Crivelli, 1859) | CR        |
| weitere Bilder                      | Kleine Estherie | Leptestheria dahalacensis (Rüppell, 1837)                                                 | EN        |
|                                     | Kleiner Flossenfloh | Imnadia yeyetta Hertzog, 1935                                                             | EN        |
| weitere Bilder                      | Linsenkrebs, Flossenfloh, Flossenflohkrebs                                                                                               | Limnadia lenticularis (Linnaeus, 1761)                                                    | CR        |
| weitere Bilder                      | Dickbauchkrebs, Dickbauch-Muschelschaler                                                                                                 | Lynceus brachyurus Müller, 1776                                                           | RE        |